# Sport-Club Freiburg 1993-1994
Questa voce raccoglie le informazioni riguardanti lo Sport-Club Freiburg nelle competizioni ufficiali della stagione 1993-1994.

## Stagione
Nella stagione 1993-1994 il Friburgo, allenato da Volker Finke, concluse il campionato di Bundesliga al 15º posto. In Coppa di Germania il Friburgo fu eliminato ai quarti di finale dal TeBe Berlino.

## Rosa
| N. |                     | Ruolo | Calciatore             |
| -- | ------------------- | ----- | ---------------------- |
| 1  | Germania (bandiera) | P     | Jörg Schmadtke         |
| 2  | Germania (bandiera) | D     | Martin Spanring        |
| 3  | Germania (bandiera) | D     | Thomas Vogel           |
| 5  | Russia (bandiera)   | A     | Aleksandr Borodjuk     |
| 9  | Germania (bandiera) | C     | Jens Todt              |
| 10 | Germania (bandiera) | C     | Maximilian Heidenreich |
| 11 | Germania (bandiera) | A     | Uwe Spies              |
| 12 | Germania (bandiera) | C     | Ralf Kohl              |
| 13 | Germania (bandiera) | D     | Stefan Müller          |
| 14 | Albania (bandiera)  | A     | Altin Rraklli          |
| 15 | Germania (bandiera) | C     | Oliver Freund          |
| 16 | Grecia (bandiera)   | A     | Paschalis Seretis      |
| 19 | Germania (bandiera) | C     | Andreas Bornemann      |
| 20 | Croazia (bandiera)  | D     | Damir Burić            |

| N. |                        | Ruolo | Calciatore      |
| -- | ---------------------- | ----- | --------------- |
| 22 | Germania (bandiera)    | A     | Uwe Wassmer     |
| 23 | Germania (bandiera)    | P     | Dietmar Hummel  |
| 24 | Germania (bandiera)    | P     | Stefan Beneking |
|    | Stati Uniti (bandiera) | D     | Paul Caligiuri  |
|    | Germania (bandiera)    | D     | Martin Käfer    |
|    | Germania (bandiera)    | D     | Thomas Schmidt  |
|    | Germania (bandiera)    | D     | Jan Seifert     |
|    | Costa Rica (bandiera)  | C     | Austin Berry    |
|    | Germania (bandiera)    | C     | Martin Braun    |
|    | Argentina (bandiera)   | C     | Rodolfo Cardoso |
|    | Germania (bandiera)    | C     | Rene Linderer   |
|    | Germania (bandiera)    | C     | Stefan Sartori  |
|    | Germania (bandiera)    | C     | Christian Simon |
|    | Germania (bandiera)    | C     | Andreas Zeyer   |

## Organigramma societario
Area tecnica
- Allenatore: Volker Finke
- Allenatore in seconda: Achim Sarstedt
- Preparatore dei portieri:
- Preparatori atletici:

## Calciomercato

### Sessione estiva
| Acquisti | Acquisti          | Acquisti           | Acquisti |
| R.       | Nome              | da                 | Modalità |
| -------- | ----------------- | ------------------ | -------- |
| C        | Rodolfo Cardoso   | Homburg            |          |
| P        | Jörg Schmadtke    | Fortuna Düsseldorf |          |
| D        | Jan Seifert       | Chemnitz           |          |
| A        | Paschalis Seretis | Doxa Dramas        |          |
| D        | Martin Spanring   | Schalke 04         |          |
| A        | Uwe Wassmer       | Aarau              |          |

| Cessioni | Cessioni        | Cessioni     | Cessioni |
| R.       | Nome            | a            | Modalità |
| -------- | --------------- | ------------ | -------- |
| C        | Michael Pfahler | Unterhaching |          |
| D        | Volker Ruoff    | Homburg      |          |

### Sessione invernale
| Acquisti | Acquisti           | Acquisti   | Acquisti |
| R.       | Nome               | da         | Modalità |
| -------- | ------------------ | ---------- | -------- |
| A        | Aleksandr Borodjuk | Schalke 04 |          |

| Cessioni | Cessioni        | Cessioni    | Cessioni |
| R.       | Nome            | a           | Modalità |
| -------- | --------------- | ----------- | -------- |
| C        | Thomas Seeliger | Monaco 1860 |          |

## Risultati

### Bundesliga

#### Girone di andata
| Arbitro: | Assenmacher |

|                             |           |            |
| Schupp 8’ Valencia 14’, 24’ | Marcatori | 37’ Freund |

| Arbitro: | Merk |

|                                      |           |             |
| Rraklli 28’, 70’ Simon 48’ Burić 78’ | Marcatori | 57’ Neuhaus |

| Arbitro: | Fischer |

|                                |           |                                    |
| Riedle 59’ Zorc 78’ Sammer 80’ | Marcatori | 12’ (rig.) Cardoso 56’ Heidenreich |

| Arbitro: | Aust |

|  |           |                |
|  | Marcatori | 15’ von Heesen |

| Arbitro: | Harder |

|                  |           |  |
| Polster 12’, 52’ | Marcatori |  |

| Arbitro: | Habermann |

|                                   |           |                                                  |
| Seeliger 37’ Rraklli 56’ Todt 85’ | Marcatori | 61’ Herrlich 68’ (rig.) Kastenmaier 86’ Pflipsen |

| Arbitro: | Schmidhuber |

|                     |           |  |
| Yeboah 2’, 42’, 90’ | Marcatori |  |

| Arbitro: | Dardenne |

|                             |           |                                 |
| Cardoso 52’ (rig.) Todt 72’ | Marcatori | 23’ Ritter 66’ Kadlec 80’ Kuntz |

| Arbitro: | Berg |

|                        |           |                         |
| Zárate 12’, 51’ (rig.) | Marcatori | 49’ Wassmer 52’ Rraklli |

| Arbitro: | Steinborn |

|                                 |           |                                    |
| Zeyer 12’ Seeliger 20’ Todt 61’ | Marcatori | 14’ Schmitt 52’, 56’ (rig.) Bender |

| Arbitro: | Heynemann |

|            |           |                                 |
| Mulder 57’ | Marcatori | 40’ Zeyer 52’ Wassmer 77’ Braun |

| Friburgo in Brisgovia 16 ottobre 1993, ore 15:30 CET 12ª giornata | Friburgo | 0 – 0 referto | Werder Brema | Dreisamstadion (15 000 spett.)\| Arbitro: \| Ziller \| |
| Arbitro:                                                          | Ziller   |               |              |                                                        |

| Arbitro: | Osmers |

|          |           |  |
| Todt 47’ | Marcatori |  |

| Arbitro: | Wiesel |

|            |           |                      |
| Stević 58’ | Marcatori | 29’ Todt 49’ Cardoso |

| Arbitro: | Krug |

|                        |           |                        |
| Freund 17’ Wassmer 32’ | Marcatori | 21’ (aut.) Heidenreich |

| Arbitro: | Assenmacher |

|                   |           |                       |
| Weichert 60’, 75’ | Marcatori | 29’ Cardoso 40’ Zeyer |

| Arbitro: | Harder |

|                    |           |                        |
| Cardoso 82’ (rig.) | Marcatori | 18’ Közle 80’ Schwartz |

#### Girone di ritorno
| Arbitro: | Fischer |

|                      |           |              |
| Wassmer 5’, 64’, 83’ | Marcatori | 86’ Labbadia |

| Arbitro: | Dellwing |

|                           |           |           |
| Sané 29’, 62’ Leśniak 79’ | Marcatori | 77’ Zeyer |

| Arbitro: | Fröhlich |

|                                       |           |               |
| Cardoso 39’, 78’ Todt 53’ Wassmer 79’ | Marcatori | 59’ Chapuisat |

| Arbitro: | Krug |

|                       |           |                  |
| von Heesen 88’ (rig.) | Marcatori | 12’ (rig.) Braun |

| Arbitro: | Merk |

|                      |           |                                           |
| Kohl 52’ Rraklli 55’ | Marcatori | 8’ (rig.), 89’ Polster 27’ Heldt 79’ Kohn |

| Arbitro: | Fleske |

|         |           |           |
| Max 39’ | Marcatori | 31’ Zeyer |

| Arbitro: | Malbranc |

|              |           |                             |
| Borodjuk 26’ | Marcatori | 17’, 36’ Yeboah 86’ Gaudino |

| Arbitro: | Führer |

|            |           |  |
| Wagner 41’ | Marcatori |  |

| Friburgo in Brisgovia 19 marzo 1994, ore 15:30 CET 26ª giornata | Friburgo | 0 – 0 referto | Norimberga | Dreisamstadion (15 000 spett.)\| Arbitro: \| Kasper \| |
| Arbitro:                                                        | Kasper   |               |            |                                                        |

| Arbitro: | Fröhlich |

|                                   |           |                    |
| Schmitt 39’ (rig.) Schütterle 66’ | Marcatori | 23’ (rig.) Cardoso |

| Arbitro: | Scheuerer |

|                                |           |                                                 |
| Cardoso 12’ (rig.) Rraklli 70’ | Marcatori | 8’ Sendscheid 68’ (rig.) Anderbrügge 85’ Mulder |

| Arbitro: | Werthmann |

|                       |           |                        |
| Neubarth 7’, 11’, 65’ | Marcatori | 44’ Spies 90’ Borodjuk |

| Arbitro: | Strampe |

|                      |           |           |
| Kirsten 25’ Thom 77’ | Marcatori | 49’ Spies |

| Arbitro: | Schmidhuber |

|  |           |           |
|  | Marcatori | 85’ Fuchs |

| Arbitro: | Dardenne |

|  |           |                                |
|  | Marcatori | 14’, 82’ Kohl 51’, 70’ Cardoso |

| Arbitro: | Weber |

|             |           |  |
| Cardoso 84’ | Marcatori |  |

| Arbitro: | Berg |

|  |           |                        |
|  | Marcatori | 40’ Spanring 75’ Zeyer |

### Coppa di Germania
| Arbitro: | Kasper |

|  |           |                                                                  |
|  | Marcatori | 30’, 40’ Freund 65’, 88’ Braun 73’, 81’ Simon 80’ Todt 90’ Spies |

| Arbitro: | Fux |

|                                     |           |             |
| Todt 11’ Burić 37’, 39’ Cardoso 66’ | Marcatori | 48’ Brandts |

| Arbitro: | Albrecht |

|                                             |           |                          |
| Rraklli 19’, 102’ Freund 48’, 99’ Braun 55’ | Marcatori | 52’ Bein 82’, 87’ Furtok |

| Arbitro: | Best |

|                             |           |  |
| Braun 4’ Todt 38’ Simon 76’ | Marcatori |  |

| Arbitro: | Führer |

|  |           |          |
|  | Marcatori | 16’ Keim |

## Statistiche

### Statistiche di squadra
| Competizione      | Punti | In casa | In casa | In casa | In casa | In casa | In casa | In trasferta | In trasferta | In trasferta | In trasferta | In trasferta | In trasferta | Totale | Totale | Totale | Totale | Totale | Totale | DR  |
| Competizione      | Punti | G       | V       | N       | P       | Gf      | Gs      | G            | V            | N            | P            | Gf           | Gs           | G      | V      | N      | P      | Gf     | Gs     | DR  |
| ----------------- | ----- | ------- | ------- | ------- | ------- | ------- | ------- | ------------ | ------------ | ------------ | ------------ | ------------ | ------------ | ------ | ------ | ------ | ------ | ------ | ------ | --- |
| Bundesliga        | 28    | 17      | 6       | 4       | 7       | 29      | 27      | 17           | 4            | 4            | 9            | 25           | 30           | 34     | 10     | 8      | 16     | 54     | 57     | -3  |
| Coppa di Germania | -     | 4       | 3       | 0       | 1       | 12      | 5       | 1            | 1            | 0            | 0            | 8            | 0            | 5      | 4      | 0      | 1      | 20     | 5      | +15 |
| Totale            | 28    | 21      | 9       | 4       | 8       | 41      | 32      | 18           | 5            | 4            | 9            | 33           | 30           | 39     | 14     | 8      | 17     | 74     | 62     | +12 |

### Andamento in campionato
| Giornata  | 1  | 2 | 3 | 4  | 5  | 6  | 7  | 8  | 9  | 10 | 11 | 12 | 13 | 14 | 15 | 16 | 17 | 18 | 19 | 20 | 21 | 22 | 23 | 24 | 25 | 26 | 27 | 28 | 29 | 30 | 31 | 32 | 33 | 34 |
| --------- | -- | - | - | -- | -- | -- | -- | -- | -- | -- | -- | -- | -- | -- | -- | -- | -- | -- | -- | -- | -- | -- | -- | -- | -- | -- | -- | -- | -- | -- | -- | -- | -- | -- |
| Luogo     | T  | C | T | C  | T  | C  | T  | C  | T  | C  | T  | C  | C  | T  | C  | T  | C  | C  | T  | C  | T  | C  | T  | C  | T  | C  | T  | C  | T  | T  | C  | T  | C  | T  |
| Risultato | P  | V | P | P  | P  | N  | P  | P  | N  | N  | V  | N  | V  | V  | V  | N  | P  | V  | P  | V  | N  | P  | N  | P  | P  | N  | P  | P  | P  | P  | P  | V  | V  | V  |
| Posizione | 12 | 6 | 9 | 14 | 15 | 15 | 15 | 16 | 16 | 16 | 14 | 13 | 12 | 11 | 11 | 10 | 11 | 12 | 12 | 11 | 11 | 13 | 13 | 13 | 13 | 14 | 14 | 15 | 16 | 16 | 16 | 16 | 16 | 15 |

Legenda:

Luogo: C = Casa; T = Trasferta. Risultato: V = Vittoria; N = Pareggio; P = Sconfitta.

### Statistiche dei giocatori
| Giocatore      | Bundesliga | Bundesliga | Bundesliga  | Bundesliga | Coppa di Germania | Coppa di Germania | Coppa di Germania | Coppa di Germania | Totale   | Totale | Totale      | Totale     |
| Giocatore      | Presenze   | Reti       | Ammonizioni | Espulsioni | Presenze          | Reti              | Ammonizioni       | Espulsioni        | Presenze | Reti   | Ammonizioni | Espulsioni |
| -------------- | ---------- | ---------- | ----------- | ---------- | ----------------- | ----------------- | ----------------- | ----------------- | -------- | ------ | ----------- | ---------- |
| S. Beneking    | 1          | 0          | 0           | 0          | 0                 | 0                 | 0                 | 0                 | 1        | 0      | 0           | 0          |
| A. Berry       | 1          | 0          | 0           | 0          | 1                 | 0                 | 0                 | 0                 | 2        | 0      | 0           | 0          |
| A. Bornemann   | 0          | 0          | 0           | 0          | 0                 | 0                 | 0                 | 0                 | 0        | 0      | 0           | 0          |
| A. Borodjuk    | 10         | 2          | 1           | 1          | 0                 | 0                 | 0                 | 0                 | 10       | 2      | 1           | 1          |
| M. Braun       | 32         | 2          | 8           | 0          | 5                 | 4                 | 0                 | 0                 | 37       | 6      | 8           | 0          |
| D. Burić       | 20         | 1          | 4           | 0          | 3                 | 2                 | 0                 | 0                 | 23       | 3      | 4           | 0          |
| P. Caligiuri   | 0          | 0          | 0           | 0          | 0                 | 0                 | 0                 | 0                 | 0        | 0      | 0           | 0          |
| R. Cardoso     | 33         | 12         | 5           | 0          | 5                 | 1                 | 0                 | 0                 | 38       | 13     | 5           | 0          |
| O. Freund      | 30         | 2          | 6           | 0          | 5                 | 4                 | 0                 | 0                 | 35       | 6      | 6           | 0          |
| M. Heidenreich | 32         | 1          | 7           | 1          | 4                 | 0                 | 0                 | 0                 | 36       | 1      | 7           | 1          |
| D. Hummel      | 0          | 0          | 0           | 0          | 1                 | 0                 | 0                 | 0                 | 1        | 0      | 0           | 0          |
| R. Kohl        | 24         | 3          | 6           | 0          | 2                 | 0                 | 0                 | 0                 | 26       | 3      | 6           | 0          |
| M. Käfer       | 2          | 0          | 0           | 0          | 1                 | 0                 | 0                 | 0                 | 3        | 0      | 0           | 0          |
| R. Linderer    | 6          | 0          | 0           | 0          | 3                 | 0                 | 0                 | 0                 | 9        | 0      | 0           | 0          |
| S. Müller      | 0          | 0          | 0           | 0          | 0                 | 0                 | 0                 | 0                 | 0        | 0      | 0           | 0          |
| A. Rraklli     | 21         | 6          | 0           | 2          | 3                 | 2                 | 0                 | 0                 | 24       | 8      | 0           | 2          |
| S. Sartori     | 0          | 0          | 0           | 0          | 0                 | 0                 | 0                 | 0                 | 0        | 0      | 0           | 0          |
| J. Schmadtke   | 33         | 0          | 1           | 0          | 4                 | 0                 | 0                 | 0                 | 37       | 0      | 1           | 0          |
| T. Schmidt     | 21         | 0          | 3           | 0          | 4                 | 0                 | 0                 | 0                 | 25       | 0      | 3           | 0          |
| T. Seeliger    | 19         | 2          | 3           | 0          | 5                 | 0                 | 0                 | 0                 | 24       | 2      | 3           | 0          |
| J. Seifert     | 1          | 0          | 0           | 0          | 0                 | 0                 | 0                 | 0                 | 1        | 0      | 0           | 0          |
| P. Seretis     | 12         | 0          | 2           | 0          | 0                 | 0                 | 0                 | 0                 | 12       | 0      | 2           | 0          |
| C. Simon       | 11         | 1          | 0           | 0          | 2                 | 3                 | 0                 | 0                 | 13       | 4      | 0           | 0          |
| M. Spanring    | 13         | 1          | 4           | 1          | 1                 | 0                 | 0                 | 0                 | 14       | 1      | 4           | 1          |
| U. Spies       | 7          | 2          | 0           | 0          | 2                 | 1                 | 0                 | 0                 | 9        | 3      | 0           | 0          |
| J. Todt        | 34         | 6          | 4           | 0          | 5                 | 3                 | 0                 | 0                 | 39       | 9      | 4           | 0          |
| T. Vogel       | 24         | 0          | 3           | 1          | 4                 | 0                 | 0                 | 0                 | 28       | 0      | 3           | 1          |
| U. Wassmer     | 16         | 7          | 0           | 0          | 2                 | 0                 | 0                 | 0                 | 18       | 7      | 0           | 0          |
| A. Zeyer       | 28         | 6          | 3           | 0          | 3                 | 0                 | 0                 | 0                 | 31       | 6      | 3           | 0          |